# Combat de Penang
Première Guerre mondiale
Batailles
Batailles des océans Pacifique et Indien
- Fanning
- Zanzibar (en)
- Madras
- Papeete
- Tsingtao
- Rufiji
- Penang
- Coronel
- îles Cocos
- Más a Tierra

Le combat de Penang est un engagement naval de la Première Guerre mondiale ayant opposé, le 28 octobre 1914, le croiseur allemand SMS Emden à des navires français et russes, dans le port de Penang, île de la côte ouest de la péninsule Malaise alors sous contrôle britannique (aujourd'hui Malaisie), dans le détroit de Malacca.

## La situation militaire
La Première Guerre mondiale a commencé en août 1914. Dans le Pacifique, les Allemands possèdent une concession en Chine, à TsingTao. Elle abrite l'Escadre d'Extrême-Orient.
L'escadre part pour une croisière qui s'achèvera lors de la bataille des Falklands. Le croiseur SMS Emden part de son côté, comme corsaire, faire la guerre au commerce allié.
Il y a cinq escadres alliées qui cherchent les divers navires allemands, mais sans succès.

## Les adversaires

### Les Alliés
Dans ce port sous contrôle britannique, en plus de nombreux navires marchands, on trouve des navires de guerre français et russes.

#### Les Russes
Le croiseur Zhemchug de 3 050 tonnes de la marine impériale russe a été lancé en 1903. En mai 1905, il participe à la bataille de Tsushima. Il parvient à échapper aux Japonais pour se faire interner à Manille. En 1914, il a été détaché pour participer à la chasse au corsaire allemand, en compagnie de ses anciens ennemis japonais.
Depuis le 26 octobre, il est à Penang pour réviser ses chaudières.

#### Les Français
L'aviso torpilleur D'Iberville est un navire de la marine française de 925 tonnes pour 80 mètres. Lancé à Saint-Nazaire en 1893, il est armé d'une pièce de 100 mm en chasse, 3 de 65 mm et 6 canons de 47 mm à tir rapide. Il dispose aussi de 3 tubes lance-torpilles, dont un d'étrave. Il est à l'île de Penang pour réparer ses machines.

##### Les contre-torpilleurs de Saïgon
À la suite d'un accord entre Alliés, les contre-torpilleurs du poste de Saïgon sont montés à Penang pour aider à la surveillance du détroit de Malacca. Ce sont des unités de 300 tonnes. Le Pistolet et le Mousquet ont été construits à Nantes, aux Ateliers et Chantiers de la Loire, en 1902 et 1903. La Fronde a été, elle, lancée à Bordeaux, aux Chantiers de la Gironde, en 1902. Ce sont des petits bâtiments de 58,3 mètres de long et 6,4 mètres de large. Deux tubes lance-torpilles pivotants, l'un à l'avant, l'autre à l'arrière, de 450 mm. Les torpilles portent à 600 mètres. Leur artillerie se compose d'un canon de 65 mm en chasse, et 3 pièces de 47 mm de chaque bord. Leur équipage est de 80 marins.
Le Dupleix, que cherche l'Emden, est un croiseur cuirassé de 7 700 tonnes, armé de 8 pièces de 164 mm, en 4 tourelles doubles. Il a été rattaché à l'escadre britannique de Hong Kong. En octobre 1914, il escorte un convoi amenant en Europe des troupes britanniques venant de Singapour et de Chine.
Le 27 octobre 1914 au soir, la situation est la suivante. Le D'Iberville et la Fronde ont besoin de réparer leurs machines. Le Pistolet a, lui, des ennuis de gouvernail. Le Mousquet assure la grand-garde.

### Les Allemands

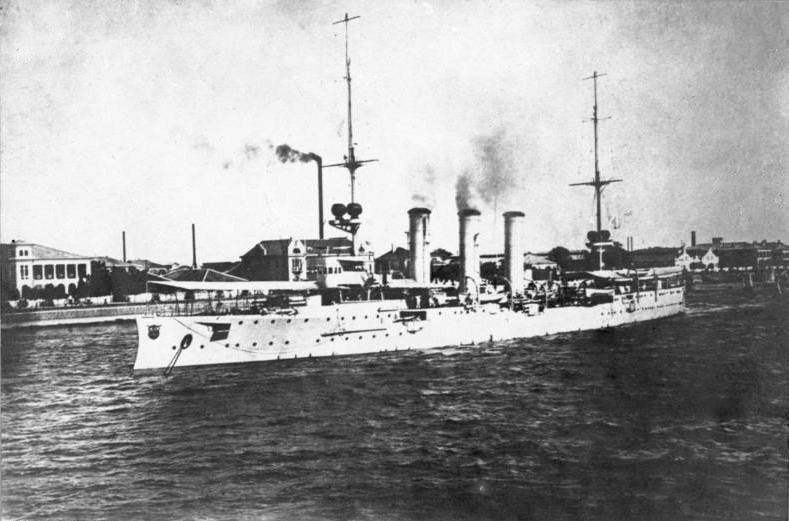
LEmden à Tsing-Tao au printemps 1914.

Le croiseur Emden a quitté Tsing-Tao au début du mois d'août. Depuis, il a déjà coulé 15 cargos. Il se dirige vers le détroit de Malacca pour y chercher d'autres proies et peut-être aussi dans l'espoir d'y surprendre le croiseur Dupleix, mais celui-ci est en mer à la recherche de l'Allemand.

## Le décor
Ce que l'on appelle le port est en réalité le passage étroit laissé entre l'île et le continent, au niveau de George Town, ville principale de l'île.
Il y a plusieurs feux visibles. Un phare à la pointe nord de l'île, un feu sur le fort Cornwallis de George Town, une bouée à feu rouge qui marque le mouillage et 2 feux sur les quais. Aussi curieux que cela paraisse, l'état de guerre n'a pas incité le capitaine du port à prendre la décision de les masquer de nuit.
De même, la circulation de nuit dans la rade n'est pas interdite. Il est vrai que transitent par ce port de grosses quantités d'étain, de caoutchouc et de coprah, que la guerre semble loin et le commerce bien présent.
Les bâtiments de guerre ont, normalement, des mouillages à l'entrée du port, prêts à pouvoir intervenir sans être gênés par les autres navires civils, mais occupant aussi les postes les plus exposés à une attaque. La Fronde et le D'Iberville, en réparations, étaient au fond du port, près du quai. L'avant de l'aviso est tourné vers le port.
Le croiseur russe occupe la place libérée par l'aviso français. Il arbore trois feux blancs. Son commandant, le baron Tcherkassov, est à terre. Il passe la nuit chez une "amie". Les marins permissionnaires ont été ramenés à bord dans un état d'imprégnation alcoolique important. Seuls deux des canons sont armés, 6 obus chacun, le reste des munitions restant enfermé dans les soutes.

## Déroulement
Vers 5 h 30, peu avant l'aube, un navire à quatre cheminées, comme les croiseurs britanniques de la classe Yarmouth, approche du port. Il s'agit en réalité de l’Emden, qui a gréé une fausse quatrième cheminée.
Quand il a le croiseur russe en ligne de mire sur son tribord, il ouvre le feu et lance une torpille. Celle-ci atteint sa cible à l'arrière. L'équipage russe cherche à riposter, mais un canot projeté sur le canon arrière oblige les marins à amener les munitions disponibles au canon avant. La riposte russe ne fait aucun tir au but. Après son attaque, le croiseur allemand fait demi-tour. En repassant devant le Zhemchug, il lance sa torpille bâbord. Le tir brise le croiseur russe en deux et le coule. Étant amarrés et à l'arrêt complet, les navires français sont incapables d'intervenir ; il leur faudrait au moins une heure pour avoir assez de pression dans les chaudières pour démarrer et se lancer à la poursuite de l'ennemi.

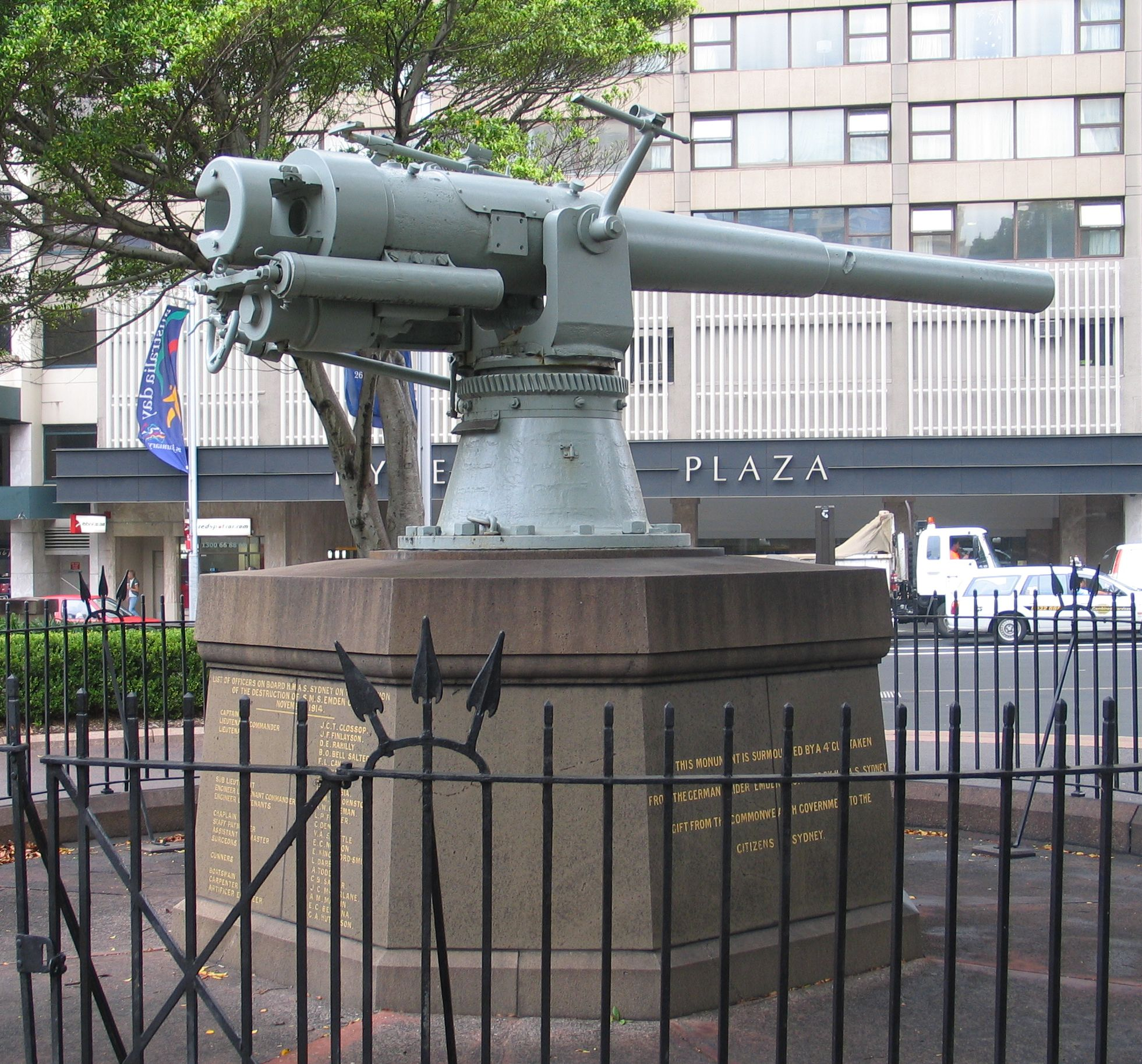
Un des canons de 105 mm de lEmden, aujourd'hui exposé à Sydney.

Après l'élimination du croiseur russe, L'Emden se dirige vers le large. Il canonne au passage la vedette à vapeur du port, l'ayant pris pour un torpilleur. Son capitaine va jusqu'à s'excuser de la méprise. Cible plus intéressante, un grand navire civil se trouve à l'entrée du port. Après avoir cru se trouver devant un croiseur, le capitaine allemand se rend compte qu'il s'agit du paquebot Glenturret. Celui-ci est en route pour le Japon et chargé d'une importante cargaison de munitions à destination de Singapour et Hong Kong. Müller fait préparer une chaloupe pour l'arraisonner quand on signale l'approche d'un bâtiment de guerre.
C'est le contre-torpilleur Mousquet qui se lance à l'attaque. La seule arme qui lui permettrait d'infliger des dégâts au croiseur corsaire est la torpille, mais le modèle embarqué par le Mousquet, obsolète, n'a qu'une portée de 600 mètres. Les tirs allemands coulent le navire français, et Müller recueille les survivants. Voyant arriver un autre contre-torpilleur - le Pistolet, qui a réussi à pousser les feux pour appareiller - le corsaire allemand s'éloigne. Le Pistolet le prend en chasse pendant plusieurs heures avant de le perdre dans le mauvais temps.

## Les conséquences
Le corsaire allemand repart sans être inquiété vers les îles Cocos, tandis que le commandant russe et son premier lieutenant passeront en jugement et seront dégradés, condamnés respectivement à quarante-deux et dix-huit mois de prison.